# 타부 (래퍼)
타부(Taboo 터부[*], 1975년 7월 14일 ~ )는 미국의 래퍼로, 블랙 아이드 피스의 일원이다.

## 음반
- Zumbao (2014년)

## 참여 작품
- 쿨!
- 스트리트 파이터: 춘리의 전설
- 임신한 당신이 알아야 할 모든 것